# Шарапово (Вяземский район)
Шарапово — деревня в Вяземском районе Смоленской области России. 
Входило в состав Ермолинского сельского поселения. 
Расположена в восточной части области в 20 км к северо-востоку от Вязьмы, в 14 км южнее автодороги М1 «Беларусь», на берегу реки Жижала. В 8 км южнее деревни расположена железнодорожная станция Исаково на линии Вязьма — Калуга. 
Население — 73 жителя (2007 год). 
| 2015 |
| ---- |
| 69   |

## История
В годы Великой Отечественной войны деревня была оккупирована гитлеровскими войсками в октябре 1941 года, освобождена в марте 1943 года.